# Fedtmule
Fedtmule er en tegnefilm- og tegneseriefigur i Walt Disneys Mickey Mouse-univers. Han er meget klodset og naiv og en lille smule dum, men er ellers venlig og god. 
Fedtmule er inspireret af hunde, og han er det man kalder en antropomorf hund, hvilket betyder en "menneskeagtig hund". 
Fedtmule optrådte første gang i 1932 under navnet Dippy Dawg som birolleindehaver i filmen "Mickey's Revue". Senere blev han til Dippy the Goof, og efter filmen Goofy and Wilbur, slet og ret Goofy. Han var mest bi-figur til Mickey, men på grund af en stor popularitet blev der lavet film med ham som hovedfigur. For mange er det nok især "trio-filmene" fra 1930'erne med Mickey, Anders And og Fedtmule, hvor den høje ranglede figur med den fjogede latter har sine uforglemmelige øjeblikke, men hans solofilm har også sine lyse øjeblikke ligesåvel de mange film, hvor han optræder side om side med den hidsige and.
Hans stemme med latteren blev indtalt af Pinto Colvig, og på det tidspunkt, hvor hver af animatorerne hos Disney fik ansvaret for hver deres figur, var det Art Babbitt der fik Fedtmule. Siden Pinto Colvigs død har der været mange andre til at lægge stemme til Fedtmule, men den, der bliver brugt mest til at lave hans stemme i dag, er tegnefilmsdubberen og komikeren Bill Farmer. I Danmark har der været tre der har lagt stemme til ham. De tre er Timm Mehrens, Martin Brygmann og Johan Vinde. Johan Vinde lægger stadig stemme til ham.
Disney mistede snart interessen for ham, og han blev siden mest brugt som figur i sportsparodier og samfundsoplysende film. Han har så fået en renæssance i tv-serien Max og Mule, hvor han har fået en søn. Max og Mule varede fra 1992 til 1993.
I tegneserierne var han også i starten bifigur, men der blev så lavet adskillige serier med ham som hovedperson, hvor han ofte ender med at få en belønning, fordi hans klodsethed utilsigtet forpurrer en skurks forehavende eller afværger en katastrofe.

## Supermule
I 1965 introduceredes Super-Mule (på engelsk: Super Goofy) som Fedtmule forvandler sig til ved at spise magiske jordnødder. Det er en parodi på superheltene, og han har utrolige kræfter, røntgenblik, superhørelse og kan flyve ligesom Superman. Hans svaghed er, at jordnødderne kan holde op med at virke lige pludselig, så han bliver Fedtmule igen, men han vinder altid over skurkene til sidst. Denne superhelt var en hyppig hovedperson i månedshæfterne.
Navnet Supermule har sidenhen givet inspiration til en bestemt strategi i kortspillet Fedtmule, hvor man i stedet for at tage stik søger at undgå dem.

## Berømte tegnere/forfattere
- Floyd Gottfredson
- Manuel Conzalez
- Paul Murry
- Tony Strobl
- Romano Scarpa